# الطلاء الاسود المضيء

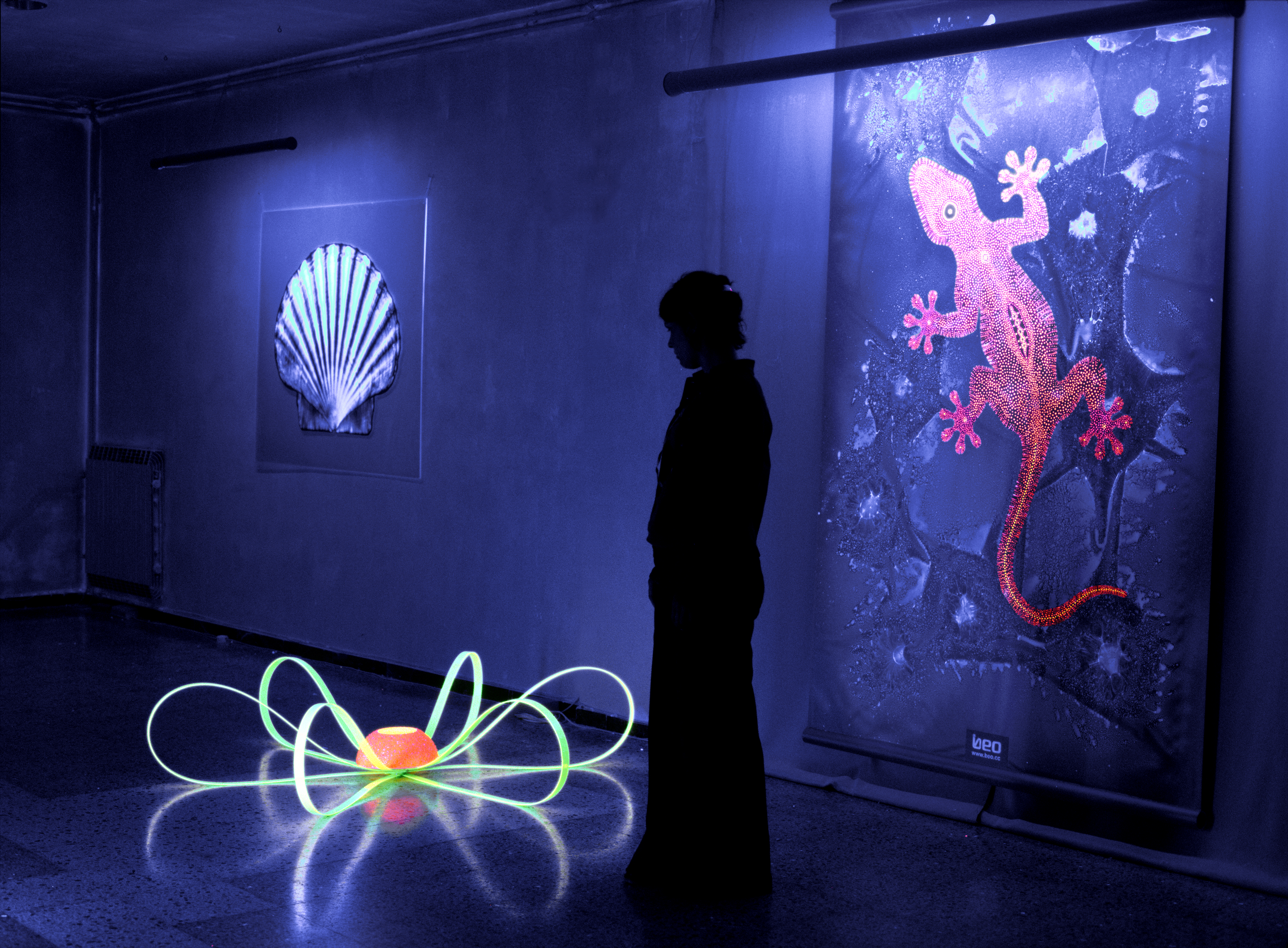
Fluorescent paintings lit by black light.

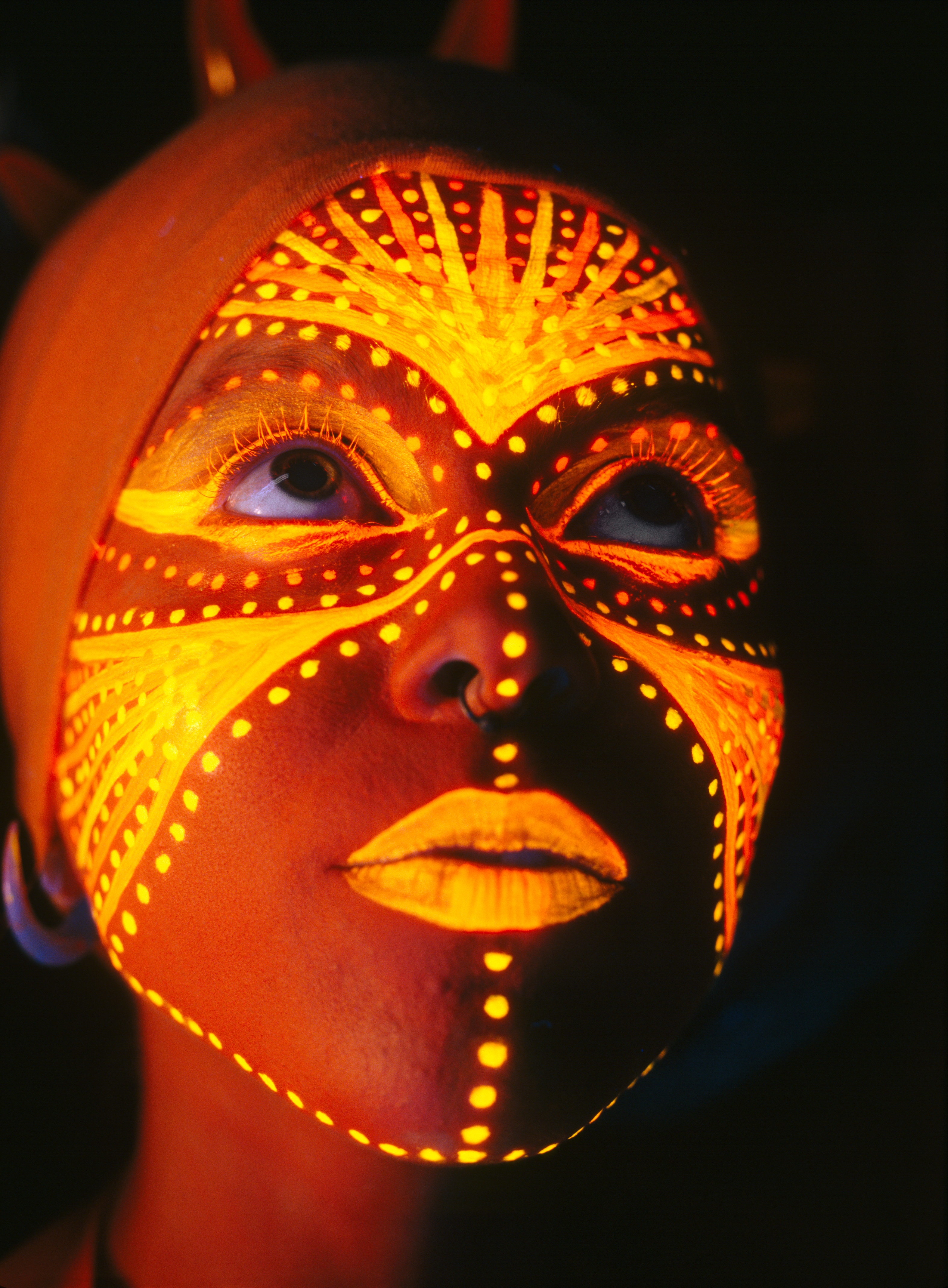
Bodypainting with fluorescent paint

الطلاء الاسود المضيء أو الطلاء الفلوري الاسود المضيء Blacklight paint هو دهان مضيء يتوهج تحت الضوء الاسود . و هي تعتمد على  الأصباغ التي تستجيب للضوء في الجزء فوق البنفسجي من الطيف الكهرومغناطيسي. الطلاء يمكن أو لا يمكن ان يكون ملونًا تحت ضوء الدهان الاسود المضيء يجب ان لا يكون منخلط مع الفسفور (توهج في الظلام) أو الطلاء الفلوري في ضوء النهار .

## التاريخ
نُسب اختراع الطلاء الأسود المضيء إلى الاخوين جوزيف و ريبورت سويتزر في الثلاثينيات. بعد هبوط، ريبورت أصيب بجرح شديد في الرأس نتج عنه قطع في العصب البصري. طبيبه حجزه في غرفه مظلمه بينما كان ينتظر لـ ان يتعافى بصره، جوزيف  كان  مختص في الكيمياء في جامعة كاليفورنيا بيركلي، عمل مع ريبورت للتحقيق في المركبات الفلوريه، اشتروا ضوءًا اسود الى مخزن صيدلة والدهم بحثًا عن مركبات عضويه متألقه بشكل طبيعي و خلطوا المركبات اللك  لتطوير أول دهانات الفلورنست ذات الضوء الاسود .
كان أول استخدام لهذه الدهانات في عروض جوزيف السحريه .أسس الاخوان شركة Fluor-S-Art التي سُميت لاحقًا Day-Glo color crop
لـتطوير المنتجات و بيعها، ‘Day-Glo’ هي علامة تجارية مسجلة لشركة   Day-Glo color corporation. كان أول استخدام تجاري لطلاء الفلورنست ذات الضوء الأسود المخصص لشاشات العرض في المتاجر و دور السينما. و ذلك خلال الحرب العالمية الثانية.  تم استخدام دهانات الفلورنست ذات الضوء الاسود، تم استخدامها على حاملات البحرية الأمريكية للسماح للطائرات بالهبوط ليلًا. 

## الخصائص و الاستخدامات
دهانات الضوء الأسود  و الأحبار الهوائية عادةً تستخدم في إنتاج من ملصقات الضوء الأسود .
تحت النهار المضيء، الملصقات يمكن أو لا يمكن ان تكون نابض بالحياه باللون، و لكن تحت الأسود المضيء (مع وجود القليل من الضوء المرئي أو عدم وجوده)، يمكن أن يكون التأثير الناتج مخدرًا.
عادةً ما تكون الاحبار شديدة الحساسية لأشعة الشمس المباشرة و مصادر الضوء القويه الاخرى . تسبب الصبغات الفلوريه تفاعل كيميائي عند تعرضها لمصادر و النتيجة المرئيه هي تلاشي (HILS) ضوئيه عالية الكثافة ألوان الأحبار. باستخدام الورق، يمكن عادةً ملاحظة تغير واضح في تشبع اللون خلال ٤٥ دقيقه الى ساعه واحده حتى الآن لا توجد طريقه مطلقه، HILS من التعرض لـمنع هذه الظاهره، بالرغم من انَ بعض التصفيح و الطلاء بالورنيش و الصفائح الواقيه من الزجاج أو البلاستيك، يمكن ان تبطئ بشكل فعال من تلاشي خصائص الاصباغ.
الاستخدامات الشائعة الأخرى لأصباغ الضوء الأسود في ميزات الأمان الخاصة بأوراق المال، و الشهادات المختلفة المطبوعة على الورق، و كوبونات الوجبات، تذاكر و أشياء مماثلة يمثل قيمة (نقدية أو غير ذلك).
عادةً ما تكون الاشكال المطبوعه بالضوء الاسود المستخدمه لهذا الغرض غير مرئيه تحت الاضاءه العاديه حتى عندما تتعرض لأشعة الشمس المباشره (التي تحتوي على ضوء فوق البنفسجي) لكنها تظهر متوهجة عند تعرضها لمصدر الضوء الأسود. الهزائم بسيطة و غير مكلفة محاولات تزويرها عن طريق مسح النسخة الأصلية ضوئيًا باستخدام ماسح ضوئي عالي الدقة وطباعتها باستخدام طابعة غير مكلفة عالية الدقة (معظم الطابعات غير المكلفة ليست كلها  
الطابعات غير المكلفة لا تسمح باستخدام أحبار الضوء الأسود للطباعة) وليس هناك حاجة إلى معدات خاصة للتحقق من وجود هذه الميزة وصحتها (مصدر ضوء أسود غير مكلف هو كل ما يتطلبه الأمر). تستخدم بعض القسائم و التذاكر أحبارًا ملونة باللون الأسود المضيء.
في العديد من القاطرات الألمانية، تمت طباعة معامل لوحة التحكم بطلاء أسود المضيء وتم توفير مصدر ضوء أسود في الكابينة. ترك هذا محرك الأقراص برؤية ليلية كاملة مع استمرار التمكين  عليه أن يميز بين المفاتيح والرافعات المختلفة لتشغيل قاطراته.
دهانات الضوء الأسود هي في بعض الأحيان تستخدم في مشهد مدينة الملاهي المظلمة: يضيء ضوء أسود الألوان الزاهية للمشهد بينما تظل السيارة والركاب الآخرون مضاءين بشكل خافت أو بالكاد مرئيين.  
هذا يمكن أن يعزز تأثير كونك في عالم خيالي. قد تكون دهانات الضوء الأسود الفلورسنت، أو نادرًا، الفسفور الذي يحتوي على الفوسفور الذي يستمر في التوهج لبعض الوقت بعد إزالة الضوء الأسود. يمكن خلط الطلاء الأسود المضيء مع ظلال مماثلة منالأصباغ العادية "تفتيحها" عند عرضها في ضوء الشمس.